# Superdad – Papa ist der Größte
Superdad – Papa ist der Größte (Originaltitel: Superdad) ist eine US-amerikanische Filmkomödie aus dem Jahr 1973. Es ist der erste von zwei Disney-Filmen, in denen Bob Crane mitspielte.

## Handlung
Für Charlie McCready ist es ein Albtraum, dass seine Tochter Wendy mit ihrer Jugendliebe Bart zusammen ist. Er hält den Sonnyboy für einen Taugenichts, weswegen er unbedingt will, dass sich beide trennen. Aber Wendy hört nicht auf ihn, und seine Frau Sue will auch nichts von der Kritik wissen, dass Bart möglicherweise bald der Schwiegersohn sein könnte. Also versucht er seiner Tochter näher zu kommen, um sie besser zu verstehen. Doch am Strand versagt er dabei und blamiert sich während des Volleyballs, dem Football und dem Wasserski vor all den Jugendlichen. Alle können sich köstlich über ihn amüsieren, und Charlie hat nichts erreicht.
Etwas später erfährt er allerdings, dass die Möglichkeit bestehe, beide auf unterschiedliche Colleges schicken zu lassen. Mit Hilfe seines Arbeitskollegen Ira Kushow kann er ein Stipendium fälschen, welches er aus eigener Tasche bezahlt, damit Wendy nicht auf das Pulver City State College geht, sondern auf das angesehene Huntington College geht. Als sie anschließend dort anfängt, will er überprüfen, ob alles in Ordnung sei, weswegen er dorthin fliegt. Da er allerdings von Mother Barlow nicht zu ihr gelassen wird, muss er sich illegal Zutritt zum Wohnheim verschaffen, wobei er allerdings das falsche Zimmer erwischt und als Spanner verhaftet wird. Nachdem er von Bart und Wendy aus der Zelle geholt wird, gesteht er ihr seine Sorgen. Aber sie meint, dass alles in Ordnung sei.
Doch das scheint nur kurzfristig zu sein, denn zum Entsetzen Charlies studiert sie jetzt auch noch Kunst, was ihn wirklich aufregt. Erst ein Telefonanruf, dass sie einen jungen Mann kennengelernt hat, der ihm gefallen wird, beruhigt ihn wieder. Es ist Roger Rhinehurst, Sohn eines Senators, Jurastudent und Vizepräsident seines Jahrgangs. Alles scheint glücklich zu laufen, bis Wendys Freunde und ein wütender Bart auftauchen, der versucht Charlie zu Rede zu stellen, da er mitbekommen hat, dass das Stipendium falsch sei. Wendy ist entsetzt, wie ihr Vater sie nur so hat hintergehen können, weswegen sie abreist und nichts mehr von ihm wissen will.
Aber er hört bald von ihr, denn einer seiner Klienten, Cyrus Hershberger, wird von einigen Hafenbewohnern bestreikt und erhält größeren medialen Protest gegen seine Person, bei dem auch Wendy im Fernsehen zu sehen ist. Als Charlie diesen Skandal mit seiner Tochter besprechen will, muss er allerdings hören, dass sie längst in noch größeren Schwierigkeiten ist, hat sie sich doch aus Versehen mit dem Protestführer Klutch verlobt. Und sie kann sich nicht mehr entloben, da dieser sonst mit Selbstmord droht. Also begibt sich Charlie auf den Weg zu Klutch, wo er dieses Problem lösen will. Dort wird er allerdings von Klutch angegriffen und von Bart gerettet. Charlie ist Bart dankbar und erfährt, dass er das einzig zu vergebene Stipendium für die Huntington erhielt, weswegen er sofort wusste, dass das Stipendium für Wendy falsch sein musste. Charlie erkennt, dass Bart sein wertvolles Stipendium wegen seiner Liebe zu Wendy aufgab, um mit ihr am State College zu studieren. Davon gerührt, gibt er seinen Segen für die Hochzeit zwischen Wendy und Bart.

## Kritik
„Superdad – Papa ist der Größte, [...] gespielt von vereinzelt unattraktiven und unbegabten Schauspielern, die aussähen, als seien sie Ausschussware von Geh aufs Ganze!, handelt von einem Vater, der versucht, seiner Teenagertochter durch Wasserski und dem Stören ihrer Collegepläne wieder näher zu kommen. Der Film ist schäbig, dumm und entspricht keinem Familienstandard, aber er ist genug, damit „sie-wissen-schon-wer“ (Walt Disney) sich unter Disneyland im Grabe umdrehen würde.“

„Das verstaubte Werk ist einfach superblöd.“

„Leblose Familienkomödie, die an ihrer simplen Machart und ihrer hoffnungslos veralteten Inszenierung krankt.“

## Veröffentlichung
Seine Weltpremiere hatte der Film am 14. Dezember 1973. Landesweit wurde er Anfang 1974 in den Kinos veröffentlicht. In Deutschland wurde der Film erstmals am 5. Oktober 1996 auf Super RTL ausgestrahlt. Obwohl der Film sowohl eine englischsprachige VHS- als auch DVD-Veröffentlichung erhielt, ist dem Film eine deutschsprachige Veröffentlichung auf diesen Medien verwehrt geblieben.

## Musik
1. These Are The Best Times (von Bobby Goldsboro)
2. Los Angeles (von Shane Tatum)
3. When I'm Near You